# ナガバクワズイモ

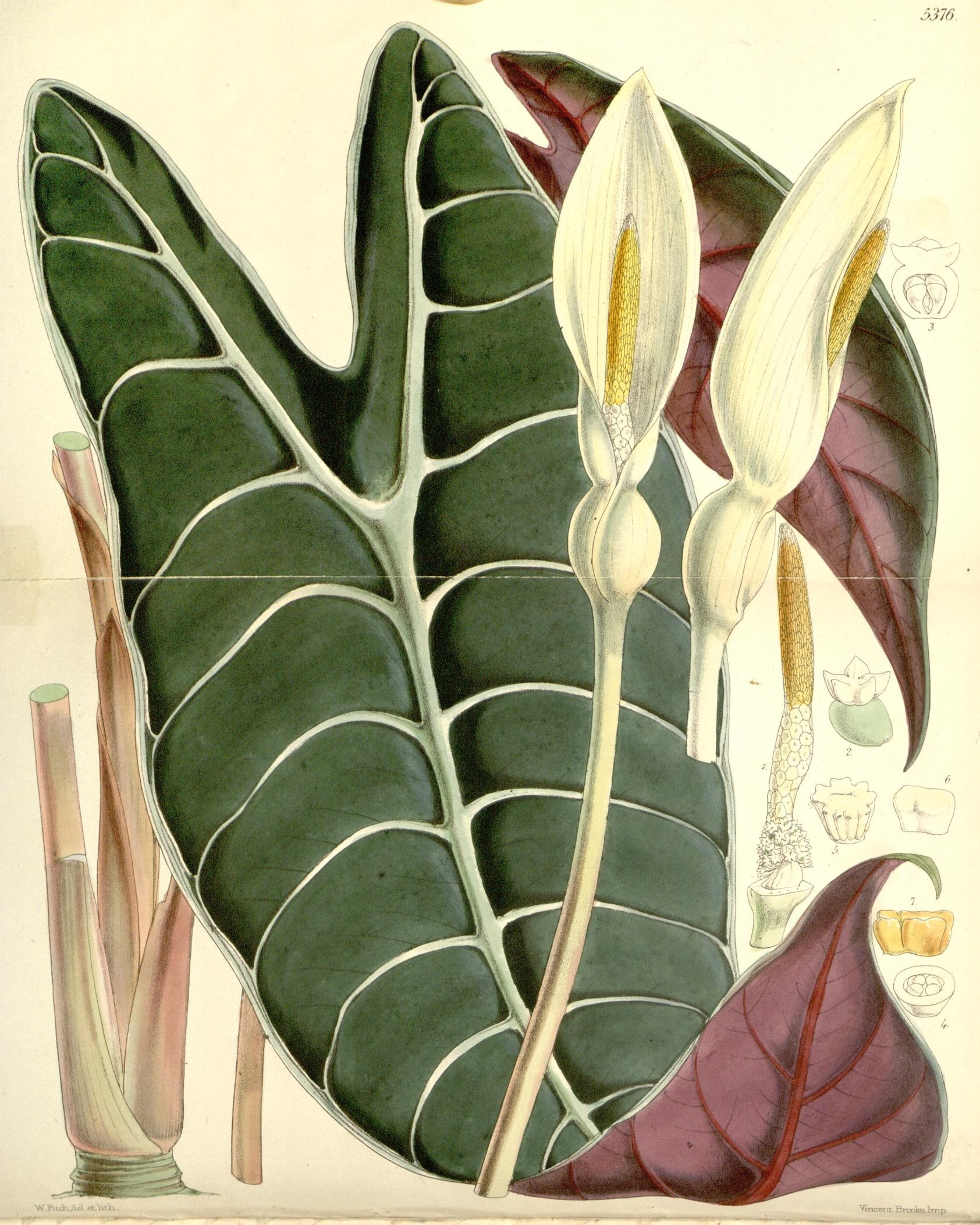
図版

ナガバクワズイモ Alocasia lowii Hook. f. は、クワズイモ属の植物の1つ。細長い葉には葉脈が白く浮き出る。観葉植物として栽培される。

## 特徴
根茎を持つ多年生草本。根茎は短く直立して球根状になる。その先端から1-2個の葉を出す。葉身は長さ30cmほどになり、矢じり状の卵形で、基部は深く切れ込む。葉面は深緑色で、主脈と一次側脈が白く、斑入り模様のように見える。また葉裏は赤紫色を帯びる。葉柄は葉身と同じ長さ程度。花の仏炎苞は筒部が淡緑色で、舌部は淡黄白色になる。

## 分布
マライとボルネオに分布する。

## 分類
近縁種としてボルネオに A. korthalsii 、スマトラに A. putzeysii が知られる。栽培されるものではサンデリアナ A. sanderiana が葉形や模様の点で似ているが、この種では葉の縁が波状に浅く切れ込む。

## 利用
観葉植物として栽培される。本種はロー(Sir H. Low, 1824-1905)によって1863年にボルネオよりイギリスに持ち込まれたもので、本属の観賞用の種としては代表的なものである。園芸方面では学名カナ読みのアローカシア・ローウィもよく用いられる。葉表の模様と、それには裏の紫色がとても美しい。

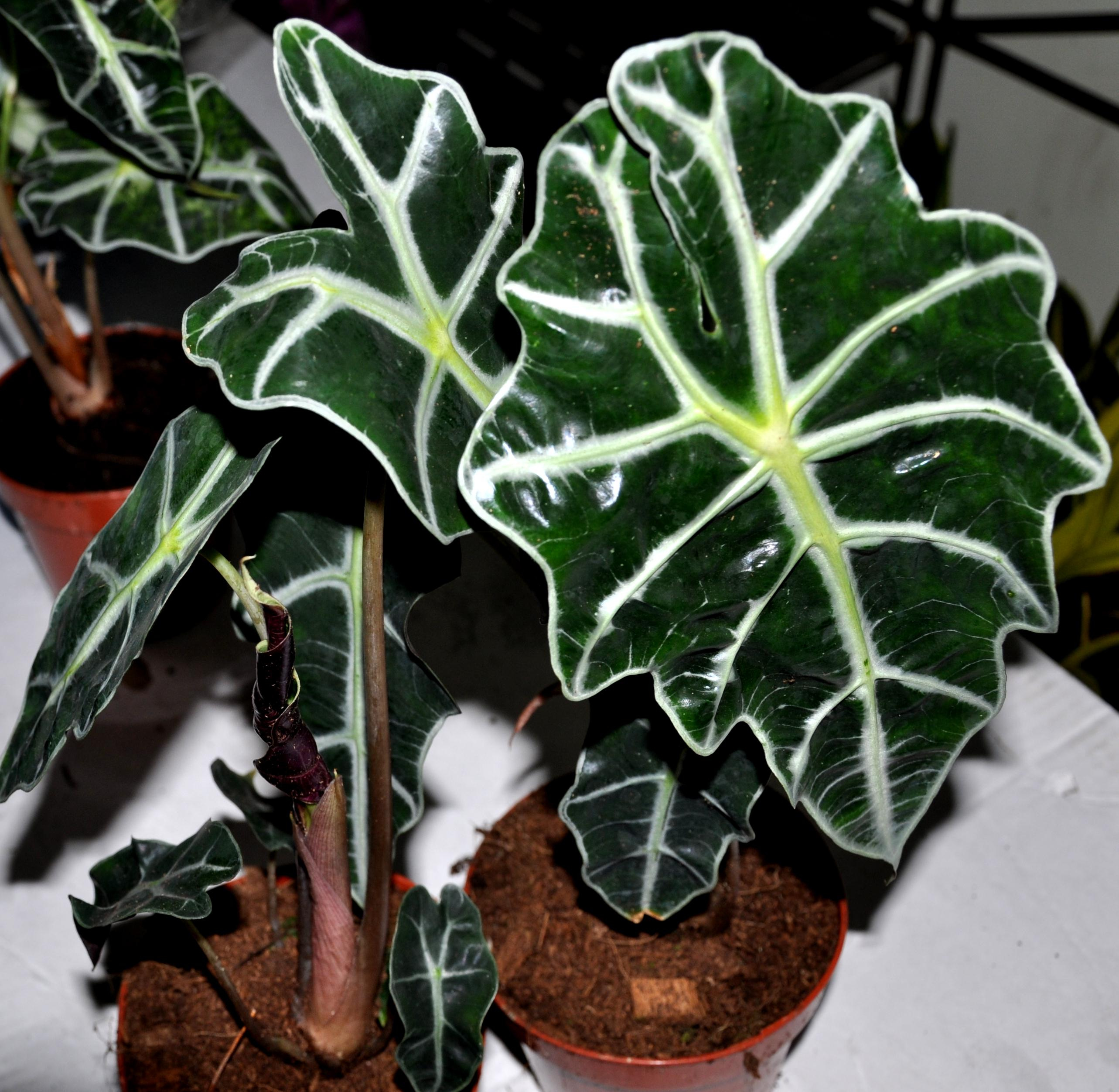
アマゾニカ

本種自身もよく栽培されるが、本種とサンデリアナの交配種はアマゾニカ A. ×amazonica hort. の名で知られ、これはサンデリアナの葉形の美しさと本種の葉脈の美しさを併せ持ったものである。おおよそサンデリアナに似るが、葉の耳部の形は本種を引き継いでいる。また葉の数もより多く出る。